# Husbykyrkan

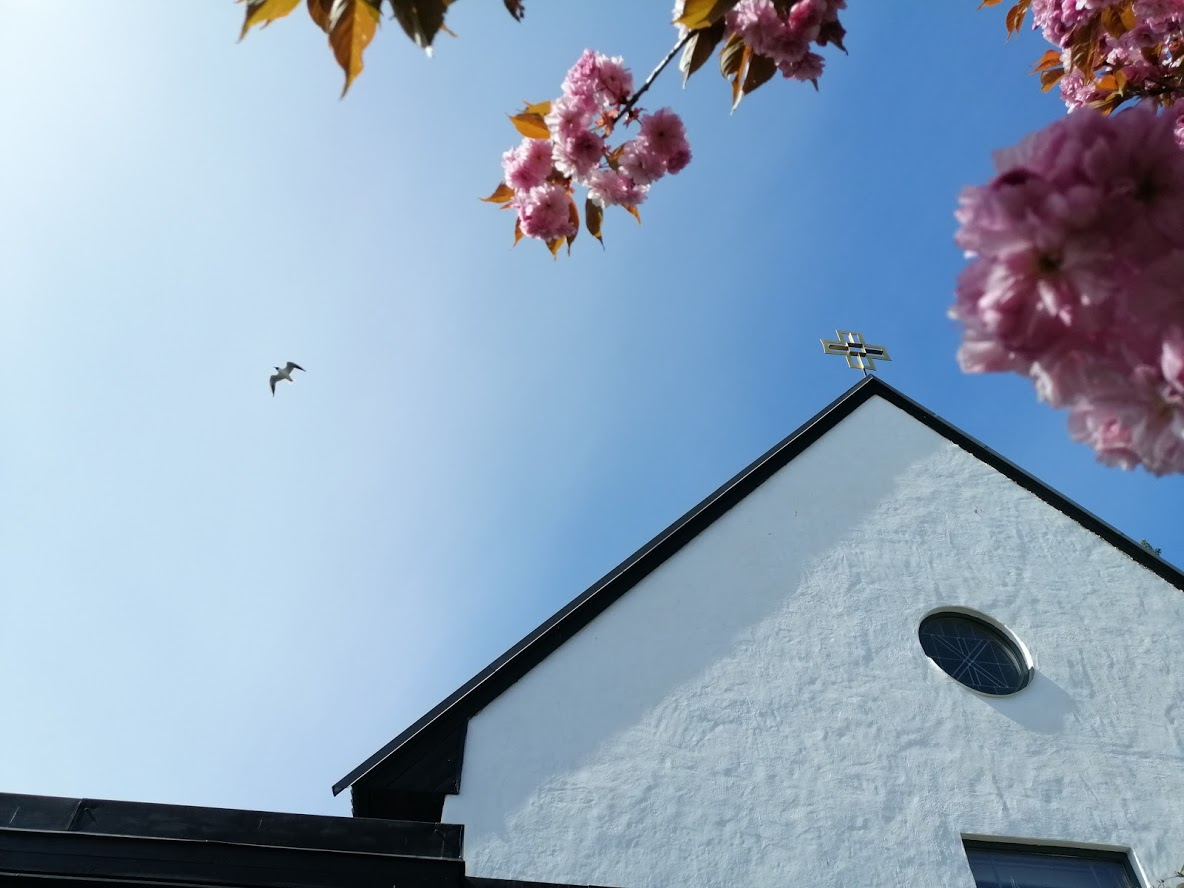
Husbykyrkan på våren

Husbykyrkan i Husby, Stockholm är ritad av arkitekten Karl Erik Hjalmarson och invigdes 1976. Byggnaden är grönmärkt av Stadsmuseet i Stockholm, vilket innebär ett "högt kulturhistoriskt värde och betyder att bebyggelsen är särskilt värdefull från historisk, kulturhistorisk, miljömässig eller konstnärlig synpunkt". Husby frikyrkoförsamling har ca 290 medlemmar, har visionen att vara "Ett bönens hus för alla folk" och är ansluten till Evangeliska Frikyrkan.